# 林特
林特（荷蘭語：Lint，荷蘭語發音：[lɪnt] ⓘ）是比利时弗拉芒大區安特衛普省安特衛普區的一个市镇，通行荷蘭語，是弗拉芒社群的一部分，面积5.57平方千米，人口8,641人（2020年1月1日）。